# Skibsportræt
Et skibsportræt gengiver et bestemt skib. Skibsportrætterne var populære i Vesteuropa fra omkring 1750 og cirka 200 år frem. Deres storhedstid i Danmark var i perioden 1830 til 1870. Derefter blev de efterhånden afløst af fotografier. Portrætterne kendes under flere betegnelser, i Tyskland således som "Kapitänsbilder (link til tysk wiki)", fordi det ofte var skibenes kaptajner, der bestilte dem.

## Definition og oprindelse
Hanne Poulsen, museumsinspektør ved Museet for Søfart, har defineret begrebet således:
| Citat | Et skibsportræt er ikke bare et billede af et skib, det er et portræt af et bestemt, navngivet fartøj, hvor hovedvægten er lagt på at præsentere skibet så nøjagtigt som muligt. Derfor er skibet ofte set i to positioner, undertiden i tre. | Citat |
|       | |       |

Skibsportrættet kan betragtes som en udløber af marinemaleriet, dog som en særlig genre, hvor det væsentlige ikke er skildringen af samspillet mellem lys, himmel, hav og skibe, men i stedet portrættet af et bestemt skib. Derfor var skibsportrætmalerne ofte selv søfolk, der kendte skibstyperne og sejføringen i al slags vejr, og portrætterne var for mange en bibeskæftigelse eller en indtægtskilde, når de forlod havet. De professionelle marinemalere blev i modsætning hertil typisk bestilt til at lave skibsportrætter for rederier og andre, der havde midler til at betale for en kendt kunstner.
Man har kun bevaret få skibsportrætter af handelsskibe fra det 17. århundrede, og det er typisk i form af skibe malet på glasruder, som i Danmark er kendt fra Als, Samsø og København. En anden vejrbestandig type er skibsportrætter udført på fajancefliser. De kendes fra de gamle danske områder Før og hallingerne i 1720'erne. Fra tiden efter 1750 begynder portrætterne på pap imidlertid at dukke op i Danmark, og de er ofte tydeligt inspireret af eller produceret i Italien. Her havde driftige håndværkere i havnebyerne fundet en levevej med at producere billeder til skibenes kaptajner, hurtigt og nøjagtigt udført, ofte med eksotiske italienske kyster i baggrunden. Teknikken var typisk en kombination af pen og vandfarve.

## Kendte skibsportrætmalere
Skippere fra byer som Flensborg, Åbenrå og Sønderborg sejlede tjære, hamp og hør fra Østersøen - eller træ og stokfisk fra Norge - til Middelhavet, og i havne som Triest, Venezia, Ancona og Livorno fik de lavet portrætter af deres skibe. Som regel var værkerne usignerede, men man kender tre kunstnere, der signerede deres værker, og af dem var Giuseppe Fedi den mest fremtrædende. Han virkede i Ancona og Livorno, og hans billeder er karakteristiske i deres livlige skildring af besætning og dyr ombord. Blandt andre kendte malere i Middelhavsområdet kan nævnes Antoine Roux og Nic. Cammillieri i Marseille. På samme måde var der nederlandske og britiske skibsportrætmalere, og traditionen bredte sig i det 19. århundrede til U.S.A., for eksempel med James E. Buttersworth.
Der var forskellige traditioner landene imellem, med hensyn til, hvornår man fik skibsportrætter udført. I Belgien var det for eksempel en fast skik, at når en kaptajn overtog et skib, fik han lavet et maleri af sit skib, mens det i andre lande ofte handlede om, at skibet anløb en havn, hvor en skibsportrætmaler tilbød sig og fik opgaven. Priserne på malerierne gjorde dem uopnåelige for de menige besætningsmedlemmer. Den produktive belgiske maler Henry Mohrmann forlangte i 1907 50 tyske mark for et maleri, og det var en halv månedsløn for en styrmand. På den tid kunne man i Australien få udført et skibsportræt for 20 mark, og den australske kunstner kunne oven i købet forsyne besætningsmedlemmerne med et fotografi (i datidens sort/hvid) for en shilling. Motivet for fotografiet var ikke selve skibet, men derimod maleriet af skibet.

## Danske skibsportrætmalere
Fra 1790'erne findes skibsportrætter af danske skibe med Napoli og Vesuv som baggrund. De er malet i typisk italiensk stil, men den ukendte ophavsmand var fra Sønderjylland, måske Åbenrå. Fra Åbenrå kender man også Jes Jessen, der i 1792 og de følgende år malede skibe, der ofte havde Middelhavskyster som baggrund. I årene efter 1795 har man desuden portrætter udført af Jacob Petersen, der blev den mest produktive danske skibsportrætmaler.
Under Englandskrigene blev 1.400 dansk-norske skibe konfiskeret og statsbankerotten i 1813 og landbrugskrisen 1818-1838 var med til at sætte skibsfarten - og dermed skibsportrættet - på vågeblus. Fra omkring 1830 begyndte det at gå fremad igen og nye malere dukkede op, for eksempel Hansen-dynastiet i Flensborg. Der kom marinemalere i mange danske havnebyer, og der er bevaret et stort antal malerier fra perioden 1830-1870. Kendte malere som Eckersberg, Carl Locher, C.F. Sørensen og Carl Baagøe udførte bestillingsarbejder for skibsredere og andre liebhavere. Fra omkring 1870 gik flere skibsportrætmalere over til både at være malere og fotografer - kunderne kunne selv vælge - men skibsportrættet forsvandt aldrig helt, og førtes i det 20. århundrede videre af malere som Otto Stoltenberg (født 1906) og Søren Brunoe (født 1916).

## Museer med skibsportrætter
Skibsportrætterne har aldrig opnået større bevågenhed på museerne. Deres antal og manglende kunstneriske dybde har gjort dem til perifere udstillingsobjekter på mange af de museer, hvor de findes - ofte forvist til depoterne. Der er dog undtagelser: På Museet for Søfart findes Danmarks største samling, hvoraf mange er udstillet, og Marstal Søfartsmuseum har ligeledes en omfattende samling. Desuden findes skibsportrætter blandt andet på museerne i Dragør, Fåborg, Svendborg, Nyborg, Randers og Åbenrå.
Der er adskillige billeder af danske skibe på Flensborg Søfartsmuseum, og i Tyskland er der i øvrigt skibsportrætter på Altonaer Museum i Hamburg, og på museerne i Schwerin, Brake og Stralsund.